# Jarich van Liauckema
Jarich of George van Liauckema (Sexbierum, 17 december 1558 – aldaar, 24 augustus 1642) was een Fries edelman en militair in Spaanse dienst in de Tachtigjarige Oorlog. Tussen 1588 en 1591 was Van Liauckema gouverneur van Zutphen. Na de Reductie van Groningen keerde hij na enige tijd terug naar Friesland waar hij in 1618 weer in het bezit kwam van het stamslot van de familie Van Liauckema, de Liauckema State te Sexbierum.

## Biografie

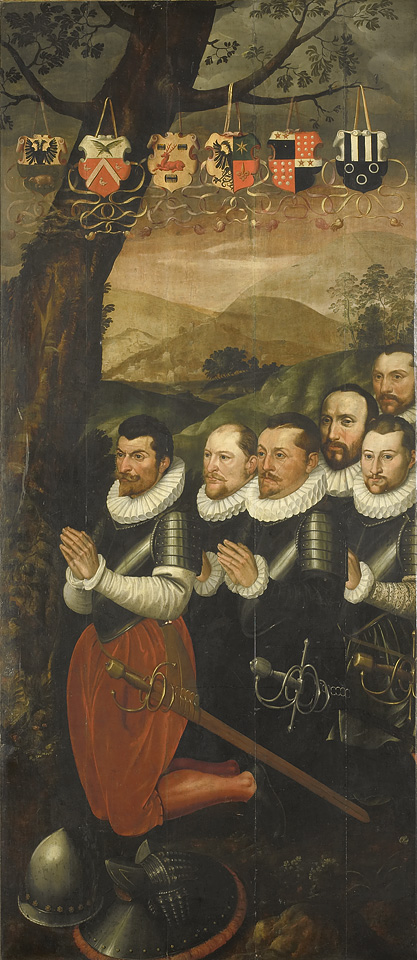
Van Liauckema (vierde van links) samen met aanvoerder Johan Baptiste van Taxis (rode broek) en zwager Tiete van Cammingha (derde van links) op een altaarstuk uit Huissen uit 1586.

Jarich werd geboren als zoon van Schelte van Liauckema (ca. 1519 - 1579) en zijn derde vrouw Jel van Dekema (1529 - 1583) op de Liauckema State in Sexbierum. Zijn vader kwam in 1569 voor als substituut grietman van Barradeel. Schelte koos eveneens de Spaanse zijde en moest daarom in 1577 uitwijken naar de buurt van Oldenzaal waar hij in 1579 overleed. Jarich ontvluchtte Friesland in 1580, waarna hij in Spaanse dienst trad. Hij begon als vaandrig maar in 1582 was hij samen met zijn zwager Tiete van Cammingha als hopman betrokken bij de Inname van Steenwijk onder leiding van Johan Baptiste van Taxis. Ook was hij hopman onder leiding van Van Taxis toen deze door Francisco Verdugo naar Friesland gezonden werd in de winter van 1585. Het kwam tot een treffen op 17 januari 1586 in de Slag bij Boksum.
Nadat Van Taxis in 1588 sneuvelde in het Beleg van Bonn, volgde Van Liauckema hem op als gouverneur van Zutphen. Liauckema had inmiddels de rang van luitenant-kolonel. Na Doesburg veroverd te hebben op 23 mei 1591, trok Maurits van Oranje de volgende dag naar Zutphen. Hoewel in de minderheid, weigerde Van Liauckema in eerste instantie om versterking in te roepen. Het Beleg van Zutphen volgde en op 30 mei capituleerde Van Liauckema. Hij bedong een vrije aftocht voor zijn soldaten, waarna hij plunderend de stad en omgeving verliet. Van Liauckema daalde hierdoor in de achting van Verdugo die van mening was dat Van Liauckema de stad zonder goede reden prijs had gegeven. In zijn verslag weigert Verdugo dan ook om Van Liauckema bij naam te noemen. Ook kreeg hij het advies de hertog van Parma niet onder ogen te komen.
Nadat Verdugo tevergeefs geprobeerd had om Coevorden te herwinnen op Maurits staakte hij het beleg op 7 mei 1594. Verdugo bleef zelf achter bij het leger in Twente en zond Van Liauckema met 400 infanteristen naar Groningen. In Groningen voerde Van Liauckema het bevel over 900 Spaanse soldaten, welke gelegerd waren in het Schuitenschuiverskwartier ten oosten van de stad. Maurits en Willem Lodewijk kwamen op 22 mei 1594 aan in Helpman. Op 18 februari was reeds een nieuwe delegatie uit Groningen naar Brussel vertrokken om Spaanse steun te vragen. Op 24 juni kwam het bericht van Ernst van Oostenrijk dat er een ontzettingsleger op de been gebracht zou worden. Dit zorgde binnen de stad voor veel onenigheid tussen de voor- en tegenstanders van vredesbesprekingen met de Staatsen. Uiteindelijk kwamen de Spaanse soldaten uit het Schuitenschuiverskwartier de stad in om de onderhandelingen te dwarsbomen. Hierbij voorkwam Van Liauckema door moedig optreden dat de soldaten slaags raakten met een burgervendel. Hij bleef solidair met het stadsbestuur en zou Groningen zo lang mogelijk verdedigen, ontzet zou er echter nooit komen. Na het opblazen van een ravelijn door de Staatsen op 15 juli was de stad bereid om te onderhandelen over vrede. Op 23 juli werd het Tractaat van Reductie getekend en ging de stad over in Staatse handen. Hierbij had Van Liauckema bedongen dat de soldaten in konvooi naar het leger van Verdugo in Twente gebracht zouden worden, in wapenrusting, met vliegend vaandel en slaande trom. Ze trokken dan ook naar Oldenzaal, maar moesten verder, de Rijn over, aangezien ook overeengekomen was dat zij drie maanden geen oorlogshandelingen mochten uitvoeren ten noorden van deze rivier.
Na Van Liauckemas vertrek uit Groningen is er weinig bekend over zijn verdere militaire carrière. Wel is in het huisarchief van de Liauckema State een paspoort bewaard gebleven van Jarich van Liauckama uit 1598, hij was toen nog steeds als luitenant-kolonel in dienst van aartshertog Albrecht van Oostenrijk. In 1604 reisde Jarich naar Leeuwarden met zijn zwager Adam van Paffenrode om de grafsteen voor zijn zuster Anna en haar man Tjepcke van Goslinga aan te besteden. Van Liauckema bevond zich in 1605 in Paderborn blijkens een brief van zijn zwager Wytze van Cammingha. In 1611 diende Jarich een verzoek in om met zijn gezin en huisraad af te reizen naar Brabant.
Na het tekenen van het Twaalfjarig Bestand kwam Jarich terug naar Friesland. In 1614 trachtte Jarich de Liauckema State weer in zijn bezit te krijgen. Nadat de Liauckema State in 1580 gedeeltelijk platgebrand was door de troepen van Diederik Sonoy, werd de state opnieuw opgebouwd en betrok Jarichs oudste zuster Sjouck de state met haar tweede man Ofcke van Feytsma. Na haar overlijden in 1599, ging Tjalling van Camstra, zoon uit haar eerste huwelijk met Homme van Camstra, op de state wonen. Na het overlijden van Tjalling in 1614 kwam Jarich hiertegen in het verzet en spande een rechtszaak aan, in eerste instantie tevergeefs. Uiteindelijk werd Van Liauckema in 1618 alsnog in het gelijk gesteld en kwam hij in het bezit van de state.
Hoewel Van Liauckema katholiek bleef, schijnt hij zich wel verzoend te hebben met de Protestanten, aangezien hij een van de aanwezigen was bij de uitvaart van Ernst Casimir van Nassau-Dietz in 1633. Wel bleef hij zich voor de katholieke zaak inzetten. Zo bevat het huisarchief van de Liauckema State een aantal documenten aangaande de rechtspositie van katholieken en is hij waarschijnlijk de persoon geweest die ze verzameld heeft om zijn positie en die van de katholieke gemeenschap te kunnen verdedigen. Daarnaast zette hij zich in voor het vrijlaten van een gevangengenomen pater in 1618 en bood hij in 1633 onderdak aan de gevluchte pater jezuïet Nikolaas Creps, leider van de Contrareformatie in Meppen.
Jarich overleed op 24 augustus 1642 op 84-jarige leeftijd. Van zowel Jarich als zijn vrouw Siouck zijn de leedbrieven overgebleven met lijsten van genodigden voor de begrafenisplechtigheden. Een van de genodigden was Frans van Donia. In 1824 wordt nog melding gemaakt van een rouwbord van Jarich van Liauckema in de kerk van Sexbierum, maar dit is niet meer aanwezig.

## Huwelijk en kinderen
Jarich trouwde omstreeks 1585 met Sjouck Tietesdr van Cammingha (- Sexbierum, 8 juli 1620). Ze was de dochter van Tiete van Cammingha en Tryn van Hottinga. Ze kregen twee dochters. De oudste was Jel of Juliana (Keulen, 1585 - 20 september 1650). Zij trouwde in 1616 met Eraert van Pipenpoy. Het huwelijksfeest werd bekend als de Pipenpoise bruiloft. Eraerts vader François was eerder in navolging van de graaf van Rennenberg naar Friesland gekomen. Deze François komt in 1578 voor als grietman van Hemelumer Oldeferd en als drost te Stavoren. Toen Jel weduwe werd, verhuisde ze definitief naar de Liauckema State met haar dochter Sophia Anna van Pipenpoy. Sophia Anna overleed kinderloos in 1670 waarna de state in handen kwam van haar neef, Alexander Josephus van der Laen.
De tweede dochter was Tryn of Catharina (Keulen, 2 november 1592 - Mechelen, 19 juni 1656). Zij trouwde op 4 augustus 1616 met Dierick van der Laen, heer van Schrieck en Grootlo en burgemeester van Mechelen. Hun zoon Alexander Josephus verkreeg de Liauckema State na het overlijden van zijn nicht Sophia Anna van Pipenpoy in 1670.